# Bettina Hornhues

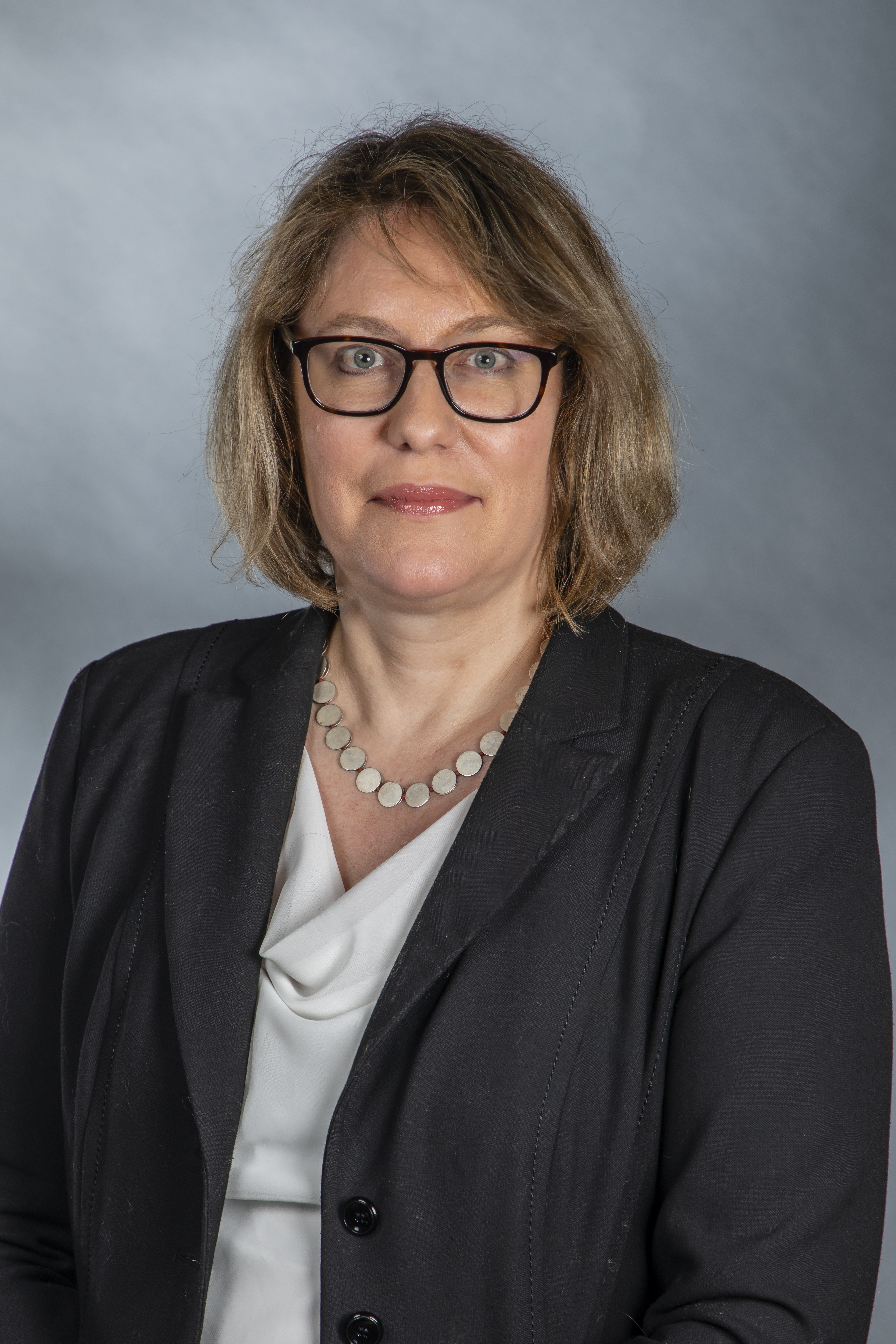
Bettina Hornhues (2019)

Else Katharina Bettina Hornhues, geb. Bartels (* 19. Juli 1972 in Bremen) ist eine deutsche Bankkauffrau und Politikerin (CDU). Von 2013 bis 2017 war sie Mitglied des Deutschen Bundestages. Seit 2019 ist sie Abgeordnete der Bremischen Bürgerschaft.

## Biografie

### Familie, Ausbildung und Beruf
Hornhues absolvierte nach dem Abitur eine Ausbildung zur Bankkauffrau bei der Sparkasse Bremen. Seit 1997 ist sie mit einer Unterbrechung (Elternzeit 2001 bis 2009 und während der Zugehörigkeit im Deutschen Bundestag 2013–2017) Angestellte bei der Greensill Bank (vormals Nordfinanz Bank) in Bremen. Sie ist verheiratet und hat drei Kinder. Ihr Sohn Jakob Hornhues war Landesvorsitzender der CDU-nahen Schüler Union Bremen und ist nun Mitglied dessen Bundesvorstandes. Ihr Bruder Michael Bartels war Abgeordneter der Bremischen Bürgerschaft, ihr Schwiegervater Karl-Heinz Hornhues war ebenfalls Mitglied des Deutschen Bundestages.

### Politik
Hornhues trat 1991 in die CDU und die Junge Union ein. Von 1994 bis 1998 war sie stellvertretende Landesvorsitzende der Jungen Union Bremen und von 2000 bis 2002 Kreisvorsitzende der Frauen Union Bremen-Nord. Seit 1996 ist sie Mitglied im Kreisvorstand der CDU von Bremen-Nord.
1995–2019 war sie Beiratsmitglied im Stadtteil Burglesum, von 2007 bis 2012 und 2017–2019 fungierte sie als CDU-Fraktionssprecherin und von 2012 bis 2013 als Beiratssprecherin.
Sie ist seit 2007 stellvertretende Stadtbezirksvorsitzende der CDU in Burglesum, seit 2010 Mitglied des CDU Landesvorstandes der CDU Bremen, 2012–2014 war sie stellvertretende Landesvorsitzende der Frauen Union der CDU und seit 2013 stellvertretende Kreisvorsitzende der CDU Bremen-Nord.
Von 2015 bis 2019 gehörte Hornhues dem Bundesvorstand der Christlich Demokratischen Arbeitnehmerschaft an.
Von 1995 bis 1999 war sie Deputierte für Justiz und Verfassung und in der Arbeitsdeputation in Bremen. Seit 2011 bis zum Einzug in den Bundestag war sie Deputierte für Bildung und 2013 zusätzlich Deputierte für Kultur.
Als Kandidatin der CDU Bremen wurde sie zur Bundestagswahl 2013 über die Landesliste in den 18. Deutschen Bundestag gewählt. Sie war Mitglied im Ausschuss für Familie, Senioren, Frauen und Jugend, und dort Berichterstatterin für die Vereinbarkeit von Familie und Beruf.
Sie gehörte zu den 75 Unionsabgeordneten – 68 von der CDU (26,9 % aller CDU-Abgeordneten) und 7 von der CSU (12,5 % aller CSU-Abgeordneten) – die Ende Juni 2017 für die gleichgeschlechtliche Ehe gestimmt haben.
Bei der Bundestagswahl 2017 unterlag sie als Direktkandidatin im Bundestagswahlkreis Bremen II – Bremerhaven dem Kandidaten der SPD, Uwe Schmidt, und zog nicht wieder in den Bundestag ein. Bei der Bürgerschaftswahl in Bremen 2019 wurde sie in die Bürgerschaft Bremen gewählt. Sie ist arbeitsmarktpolitische Sprecherin der Fraktion und sie war bis Juni 2023 stellv. Fraktionsvorsitzende.
Bei der Bürgerschaftswahl in Bremen 2023 wurde Hornhues erneut in die Bürgerschaft Bremen, gewählt.
Sie ist aktuell Sprecherin für Arbeit der CDU-Fraktion.

## Weitere Mitgliedschaften und Ämter
Hornhues war 2000/01 Betriebsratsmitglied der NordFinanz Bank und war von 2010 bis 2013 stellvertretendes Betriebsratsmitglied der NordFinanz Bank.
Von 2012 bis 2014 war sie Vorstandsmitglied im Förderverein des Kinderzentrums Bremen.
Seit 2018 ist sie Vorsitzende des Blindengarten Bremen e.V. Sie ist Mitglied der Deutschen Parlamentarischen Gesellschaft und der Deutschen Afrika Stiftung.